# Cathy (comic strip)
Pour l’article homonyme, voir Cathy.
Cathy est une série de bande dessinée humoristique de l'Américaine Cathy Guisewite diffusée au format comic strip du 22 novembre 1976 au 3 octobre 2010 par Universal Press Syndicate.
Centrée sur les soucis d'une jeune femme active nommée Cathy, cette série qui « a renouvelé le soap-opera » en bande dessinée a connu un grand succès à partir du début des années 1980, porté notamment par de très nombreux produits dérivés et trois adaptations animées. Diffusée dans plus de 1 400 journaux au plus fort de sa popularité, elle l'était encore dans plus de 700 lorsque son autrice a décidé d'y mettre fin.